# Trojovice

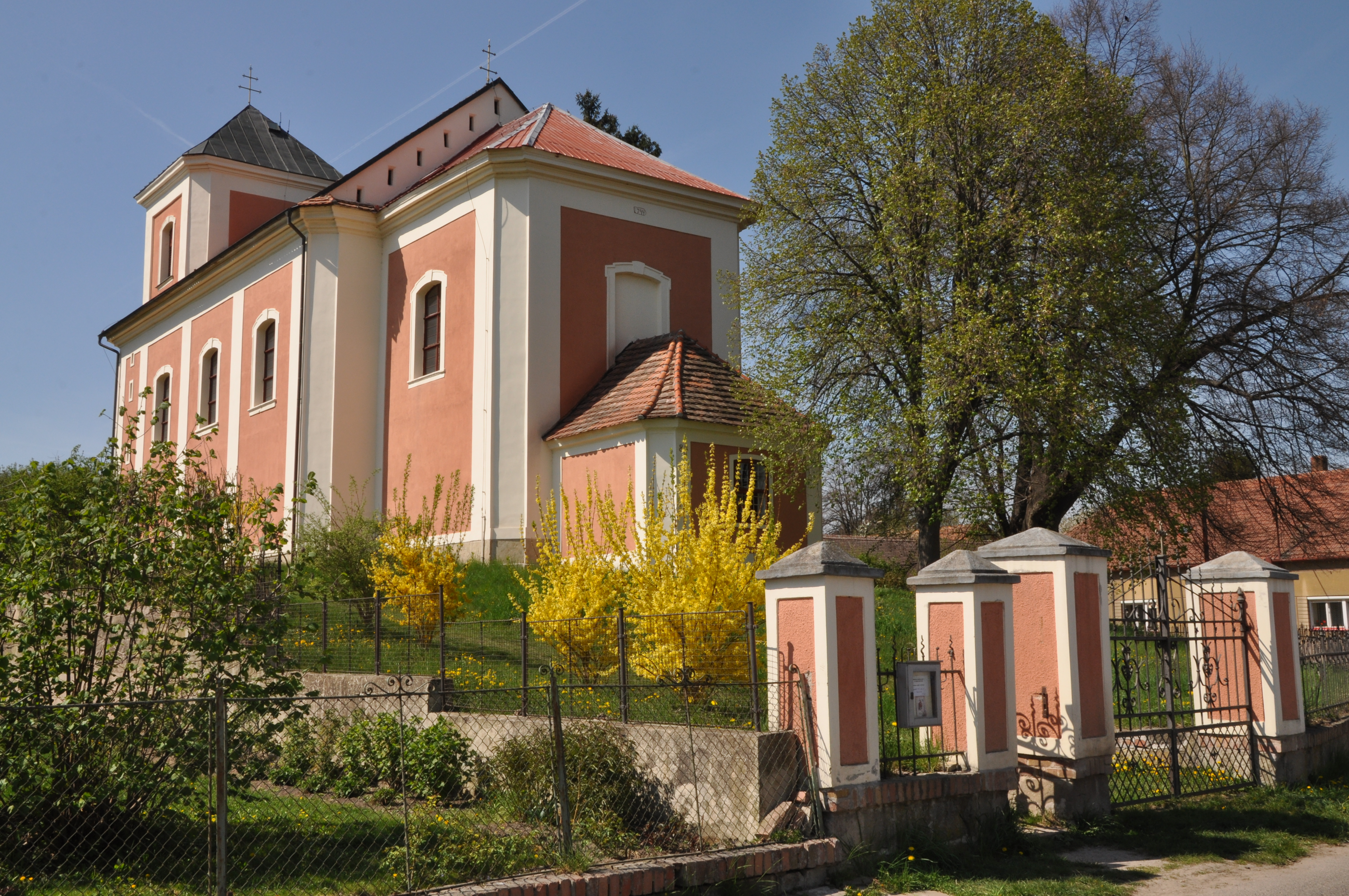
Kirche des hl. Michael

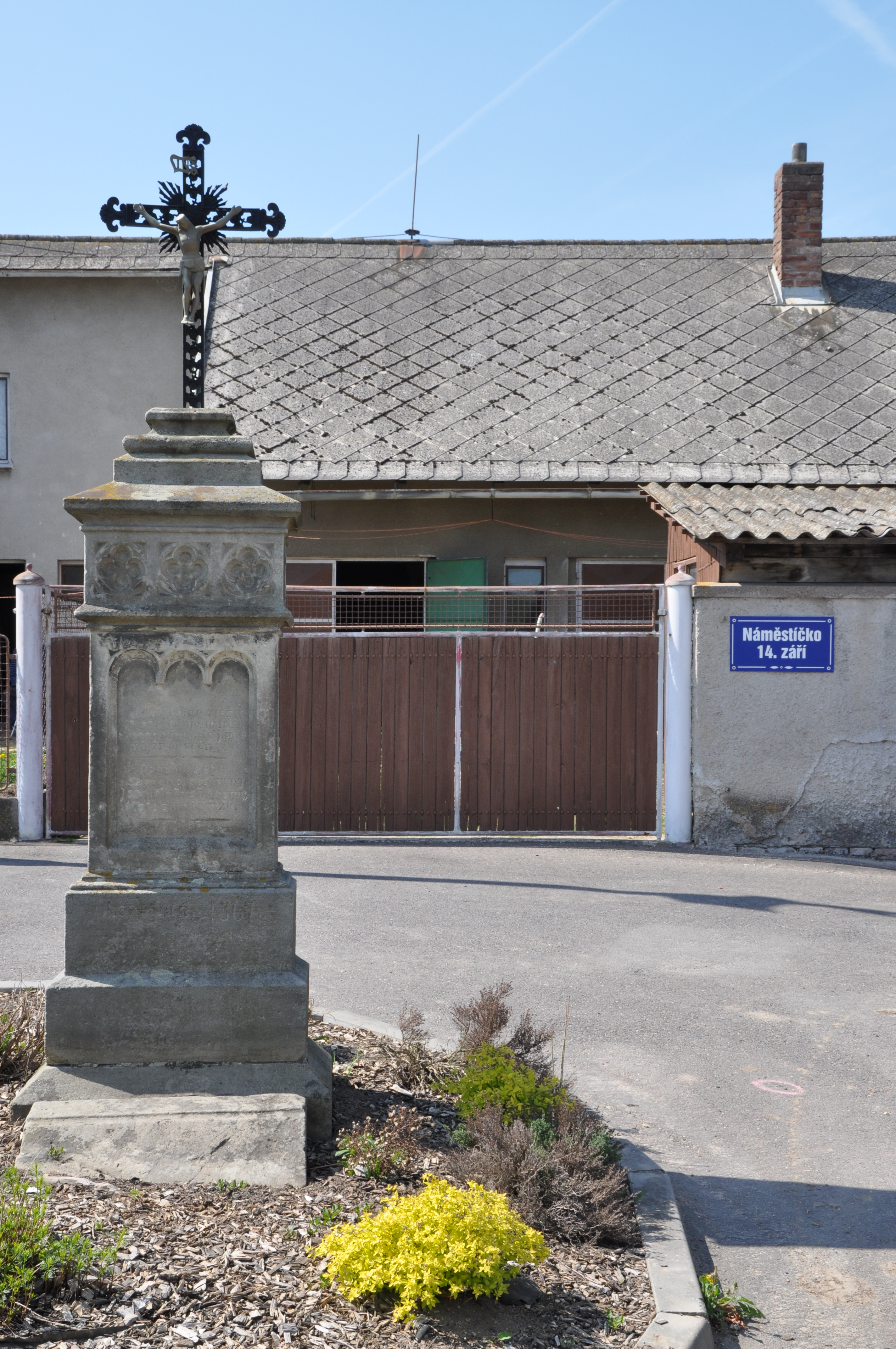
Wegkreuz

Trojovice (deutsch Trojowitz) ist eine Gemeinde in Tschechien. Sie liegt neun Kilometer östlich von Chrudim und gehört zum Okres Chrudim.

## Geographie
Trojovice befindet sich linksseitig des Baches Ležák auf der Hrochotýnecká tabule (Hrochow-Teinitzer Tafel).
Nachbarorte sind Hrochův Týnec im Norden, Přestavlky im Nordosten, Zájezdec im Osten, Na Beránku und Rosice im Südosten, Chrast und Řestoky im Süden, Zaječice und Orel im Südwesten, Libanice und Honbice im Westen sowie Nabočany, Turyň  und Dolní Bezděkov im Nordwesten.

## Geschichte
Es wird angenommen, die Dörfer Trojovice, Zájezdec und Honbice in der Mitte oder Ende des 12. Jahrhunderts von Řestoky aus durch das Kloster Kladruby angelegt worden sind. Der Ortsname wird davon abgeleitet, dass Trojovice im Zentrum der drei neuen Siedlungen lag.
Die erste urkundliche Erwähnung von Trojovice erfolgte im Jahre 1244 als Vladikensitz. Anfänglich diente der Gutshof als Wohnsitz des Vladiken, später entstand neben dem Hof eine Wasserfeste. Die Existenz einer Pfarrkirche lässt sich seit 1374 nachweisen. Die Feste wurde bereits 1538 als wüst bezeichnet. Zu dieser Zeit gab es in Trojovice zwei Gutshöfe. 1564 ließ der Besitzer des einen Gutshofes die Mühle anlegen. Im Jahre 1584 bestand das Dorf aus zehn Bauernhöfen. Seit 1591 ist eine Pfarrschule nachweislich. Die Grundherren von Trojovice wechselten oftmals, zu Beginn des 17. Jahrhunderts waren es die Ritter Talatzko von Gestetitz (Talacko z Ještětic).  Im Jahre 1629 erwarb Kaspar Zeller von Rosenthal das landtäflige Gut Trojovice und schlug es seiner Herrschaft Hrochow-Teinitz zu. Während des Dreißigjährigen Krieges wurde Trojovice mehrmals von schwedischen Truppen geplündert und verwüstet. Die beiden Gutshöfe wurden dabei gänzlich zerstört. Nach 1650 wurden in Trojovice neue Wirtschaftsgebäude errichtet. Die Pfarrei Trojovice wurde 1704 aufgehoben, damit erlosch auch die Pfarrschule. Die Freiherren Zeller von Rosenthal hielten den Besitz bis 1706. Johann Wenzel Zeller von Rosenthal vermachte die Herrschaft 1706 testamentarisch dem Prämonstratenserkloster Hradisko. In der Mitte des 18. Jahrhunderts brannten die Kirche und das Pfarrhaus ab. Nach der Aufhebung des Klosters fiel die Herrschaft Hrochow-Teinitz 1786 dem mährischen Religionsfonds zu und unterstand der k.k. böhmischen Staatsgüteradministration. Der Meierhof wurde 1786 emphyteutisiert. 1821 wurde eine Dorfschule eingerichtet, der Unterricht erfolgte in verschiedenen Privathäusern. 1824 erfolgte der Verkauf der Herrschaft Hrochow-Teinitz an Georg Prokop von Lilienwald.
Im Jahre 1835 bestand das im Chrudimer Kreis gelegene Dorf Trojowitz bzw. Trogowice aus 70 Häusern, in denen 420 Personen lebten. Im Ort gab es die Filialkirche St. Michael, ein Wirtshaus und eine Mühle. Pfarrort war Hrochow-Teinitz. Im Jahre 1843 wurde ein einklassiges Schulgebäude eingeweiht. 1844 verkauften die Lilienwaldschen Erben die Herrschaft Hrochow-Teinitz an den Textilfabrikanten Peter Josef Schlechta. Bis zur Mitte des 19. Jahrhunderts blieb Trojowitz immer der Allodialherrschaft Hrochow-Teinitz untertänig.
Nach der Aufhebung der Patrimonialherrschaften bildete Trojovice ab 1849 eine Gemeinde im Gerichtsbezirk Chrudim. 1855 brannte die Kirche erneut aus. Ab 1868 gehörte die Gemeinde zum politischen Bezirk Chrudim. Zu Beginn des 20. Jahrhunderts hatte das Dorf ca. 400 Einwohner. 1908 wurde ein neues dreiklassiges Schulgebäude eingeweiht. Die Schule wurde 1985 geschlossen, das Schulhaus dient heute als Gemeindeamt, Bücherei und Übungsraum für Sportler.

## Gemeindegliederung
Für die Gemeinde Trojovice sind keine Ortsteile ausgewiesen.

## Sehenswürdigkeiten
- Kirche des hl. Michael, sie entstand 1744 anstelle eines abgebrannten Vorgängerbaus aus dem 14. Jahrhundert als steinerner Bau mit zwei hohen Türmen und Schindeldach. Nach dem Brand von 1855 wurde sie wieder aufgebaut, sie erhielt jedoch nur noch einen quadratischen Turm.  Neben der Kanzel befindet sich die Grablege von Jaroslav Talacko von Ještětice († 1684) und Sidonie Zofie Talacková von Ještětice auf Přestavlký († 1708). In den Jahren 1998–1999  erfolgte eine Generalreparatur.
- Kreuz am Abzweig der Straße nach Řestoky und Honbice, errichtet im Hungerjahr 1772
- Steinkreuz im Oberdorf, gestiftet 1867 von der Familie Mareš
- Gedenkstein für die Gefallenen des Ersten Weltkrieges
- Ehemalige Brauerei (Nr. 65) mit Wappen der Zeller von Rosenthal